# Король вечірок
«Король вечірок» (англ. National Lampoon's Van Wilder) — американська молодіжна кінокомедія 2002 року, перший фільм із серії «Король вечірок».

## Сюжет
Вен Вайлдер, старшокласник коледжу, навчається в коледжі вже шість років, займаючись переважно організацією дозвілля однолітків. Гвен Пірсон, репортер шкільної газети, пише про нього статтю, в якій розповідає про нього, як про «короля вечірок». Батько Вена, дізнавшись, що син і досі не отримав диплом, відмовляється оплачувати сьомий рік навчання. Вен, щоб залишитися в коледжі, намагається заробити потрібну на навчання суму завдяки своїм організаторським здібностям. Президент медичного братства Дельта Йота Каппа Дік Бегг, хлопець Гвен, намагається розіграти Вена, той не залишається в боргу. Тоді Дік за допомогою Дженні, учасниці сестринського товариства, приводить на одну з вечірок неповнолітніх і дає їм спиртні напої, а потім викликає поліцейських. Вайлдеру загрожує відрахування, але за підтримки інших учнів він отримує шанс завершити навчання за кілька днів і отримати диплом спеціаліста з організації розважальних програм. Він вдало складає іспити. Коледж святкує завершення навчання Вена дикою вечіркою.

## В ролях
| Актор             | Роль                        |
| ----------------- | --------------------------- |
| Раян Рейнольдс    | Венс «Вен» Вайлдер-молодший |
| Тара Рід          | Гвен Пірсон                 |
| Кел Пенн          | Тадж-Махал Бадаландабад     |
| Тім Метісон       | Венс Вайлдер                |
| Пол Глісон        | професор Макдугал           |
| Деніел Косгров    | Річард «Дік» Бегг           |
| Тек Голмс         | Хач                         |
| Емілі Разерфорд   | Дженні                      |
| Кертіс Армстронг  | поліцейський колледжу       |
| Кріс Овен         | Тіммі                       |
| Софія Буш         | Саллі                       |
| Том Еверетт Скотт | Елліот Гребб                |
| Аарон Пол         | хворий студент              |

## Критика
Фільм отримав змішані відгуки: на Rotten Tomatoes фільм отримав оцінку 18 % на основі 98 відгуків від критиків і 73 % від більш ніж 100 000 глядачів. Касові збори по всьому світу склали понад $ 38 мільйонів при бюджеті $ 5 мільйонів. Після цього було знято продовження «Король вечірок 2».